# Hruboňovo
Hruboňovo (in ungherese Szulányvicsáp) è un comune della Slovacchia facente parte del distretto di Nitra, nella regione omonima.